# Antoni Riera i Mora
Antoni Riera i Mora   (Mataró, 1641 - Mataró, 20 de maig de 1703) fou un destacat escultor, constructor de retaules i mestre d'obres del barroc català.

## Biografia i obra
Neix a Mataró l'any 1641, fill d'Antoni Riera, fuster i escultor i de Maria Mora. Fou batejat a Santa Maria el dia 10 d'agost. A vint-i-tres anys es casà amb Maria Fàbreges. D'aquest matrimoni nasqué, el 1665, Marià Riera qui esdevindria el seu estret col·laborador i continuador. Fou un personatge molt actiu al Mataró de la fi del segle XVII. Uns anys en què el barroc esdevé a Catalunya un estil molt estès, popular i assumit per tothom. I que trobarà en els espais religiosos la seva gran expressió. En són exemples a Mataró i el Maresme noves construccions o remodelacions com l'església de Santa Maria i la capella dels Dolors, l'església de Santa Anna dels escolapis i el covent de les Tereses de Mataró. Així com l'església parroquial de Santa Maria d'Arenys de Mar.

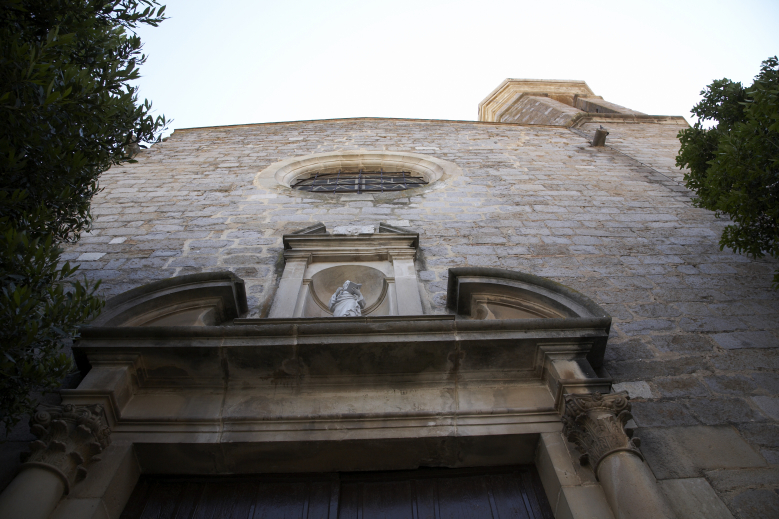
Portalada de l'església de Sant Pere Pescador molt semblant a la que Riera també realitzà al convent de les Tereses de Mataró

El 1669, a vint-i-vuit anys, tallarà dues escultures per a la parròquia de Sant Vicenç de Montalt. Aquell mateix any el municipi de Mataró deixà de banda un projecte de Riera per ampliar l'església de Santa Maria. Una construcció gòtica que serà convertida en una gran església barroca sota el projecte de l'enginyer i arquitecte milanès Hèrcules Torrelio. Anys més tard, el 1686, es fa càrrec de continuar l'església i locutoris del convent de les Tereses, o Carmelites descalces, de Mataró. Obra que es culminarà el 1690 i on Antoni Riera i el seu fill Marià Riera i Fàbregues construeixen també el retaule. Dissortadament, tant l'església com el retaule es varen perdre l'any 1936 en ser incendiat el convent en els primers dies de la Guerra Civil espanyola i posteriorment fou enderrocat. A més de les escultures dels Riera desaparegueren altre obres d'art com pintures d'Antoni Viladomat entre d'altres.
De 1686 és la seva escultura jacent de Sant Desideri, les relíquies dels quals es veneraven a Santa Maria de Mataró i és conserva actualment al Museu Arxiu d'aquella basílica. L'any 1682 li és encarregat el projecte i l'obra nova de l'església parroquial de Sant Pere Pescador. Un edifici que construeix en un estil barroc molt senzill i auster, seguint la pauta de moltes de les esglésies empordaneses construïdes a la mateixa època.
Des d'aleshores treballà a Mataró i a l'Alt Empordà, i almenys des de 1686 amb la col·laboració del seu fill Marià Riera. L'any 1684 contracta i construeix el retaule del santuari de la Mare de Déu de les Salines, al terme de Maçanet de Cabrenys. El 1691 inicià la seva obra més notable: el retaule del Roser de Santa Maria de Mataró.
Antoni Riera morí el 20 de maig de 1703 a Mataró, a la seva casa i taller del carrer de Barcelona.

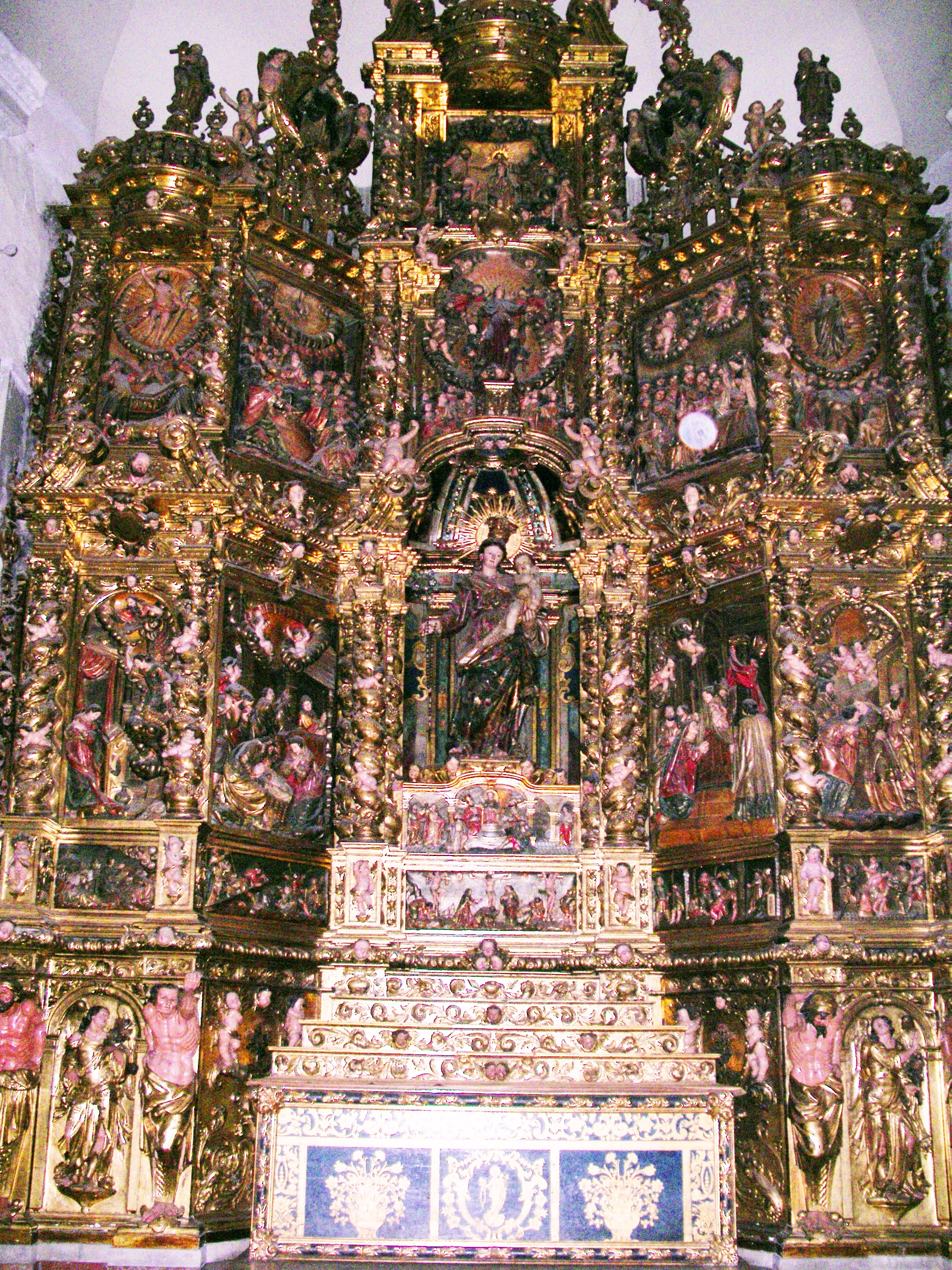
Retaule del Roser obra d' Antoni i Marià Riera

### El retaule del Roser de Santa Maria de Mataró
És un dels exponents més esplendorosos del barroc català. Recull, en una sèrie de plafons, tots els misteris del Rosari bellament emmarcats amb motius ornamentals, columnes salomòniques i cornises, amb frontals de volutes decorades en espiral. Presidit a la part central per un cambril que conté una bella imatge de la Mare de Déu del Roser. El retaule és organitzat en "andanes" o nivells seguint l'antiga tradició dels retaules gòtics i renaixentistes catalans.
El retaule escultòricament és sustentat per les espatlles de quatre atlants, que formen el basament. Els relleus de la primera andana presenten els misteris de Dolor en relleus. A la segona andana es mostren els misteris de Goig. A la part més alta, els de Glòria, entre els quals destaca l'Assumpció.
El retaule fou encarregat, el 1691, per la Confraria del Roser a Antoni Riera i a l'escultor Lluís Bonifaci. Probablement aquesta col·laboració es limità la primera andana del retaule, a la part baixa, ja que l'any 1694, quan es col·loca la segona andana, Lluís Bonifaci treballava i vivia a Valls des del 1693. També, intervingué àmpliament en el retaule el seu fill i escultor Marià Riera Fàbregues. Aquest fou qui enllestí el retaule el 1701 .
La documentació de la Confraria del Roser mostra com el retaule, fonamentalment fou costejat per donatius i aportacions populars. És una bon exemple d'obra de taller com correspon a l'organització laboral del seu temps. Així mostra la intervenció de diverses mans en el conjunt harmònic que forma aquesta destacada obra de l'escultura barroca catalana. També queda evident que la contribució de Marià Riera fou important i de qualitat.
Cal destacar la gran bellesa de l'escultura central del retaule dedicada a la titular del retaule. Aquesta imatge de la verge del Roser (o del Rosari) d'Antoni Riera és una de les millors obres de la imatgeria barroca que s'ha conservat.